# 燕灰蝶
燕灰蝶（學名：Rapala varuna），又名墾丁小灰蝶、埔里小灰蝶、棗長尾灰蝶。是一種灰蝶科蝴蝶，分布於東洋界和澳新界。

## 描述
雄蝶。翅面為深靛藍色，帶有光澤，在特定光線下呈現綠色調。前翅的藍色與寬黑色的前緣和外緣融合。後翅的前緣區域和腹褶為黑色，外緣有非常窄的黑帶；腹褶外的腹部區域比褶內顏色更深；肛葉為黑色，帶有橙色斑點，並在其上方有一些灰白色鱗片；尾突為黑色，尖端為白色。兩翅的緣毛為黑色，尖端為淡色，並從肛葉到第3脈有一條白色中線。翅腹面為紅棕色，不同個體間顏色略有差異，斑紋為較深的棕色。前翅在翅室末端有一條橫帶，從近前緣到次中脈有一條中等寬度的盤區帶，該帶在中部略向外彎曲，在某些個體中有一塊黑色暈染，與盤區橫帶相連；有一條較窄的次外緣帶。後翅有類似的翅室和盤區帶，後者外緣有白色邊緣，由連接的方形斑點組成，從翅室下端附近經過，從前緣到第2脈略向外彎曲，然後大角度向內彎曲至腹緣中部稍下方，該處在兩側明顯有白色邊緣，並在其下方有一條短的白線；肛葉為黑色，頂部有暗橙色，外緣下半部有一條白色的前緣線。觸角為黑色，有白色環；觸角端部為紅色；額部為黑色；眼睛有白色環；頭部和身體上下與翅膀同色，腹部下方為赭色。

雌蝶。翅面較淡，為帶紫色光澤的淺棕色；因此前緣和外緣的黑色邊界更為明顯。翅腹面比雄蝶更淡，斑紋相似。——Charles Swinhoe，Lepidoptera Indica. 第九卷

## 棲地
主要棲息於常綠闊葉林，一年多代，成蝶飛行敏捷，會訪花。幼蟲以多種闊葉樹的花、花苞為食，偶食嫩葉。
寄主植物包括鼠李科桶鉤藤、大麻科山黃麻、千屈菜科九芎、豆科相思樹與雨豆樹、無患子科無患子、錦葵科克蘭樹等。

## 亞種
- R. v. orseis (Hewitson, 1863) 雲南
- R. v. simsoni (Miskin, 1874) 托雷斯海峽群島、約克角半島至布里斯本、巴布亞、新幾內亞特羅布里恩群島
- R. v. guineensis (Staudinger, 1889) 新幾內亞
- R. v. olivia Druce, 1895 蘇拉威西
- R. v. saha Fruhstorfer, 1912 婆羅洲
- R. v. sagata Fruhstorfer, 1912 巴韋安島
- R. v. arima Fruhstorfer, 1912 Lombok、峇里
- R. v. ambasa Fruhstorfer, 1912 尼亞斯島
- R. v. formosana Fruhstorfer, 1912 台灣
- R. v. nada Fruhstorfer, 1912 巴拉望
- R. v. batilma Fruhstorfer, 1912 Tenimber
- R. v. gebenia Fruhstorfer, 1914 阿薩姆邦

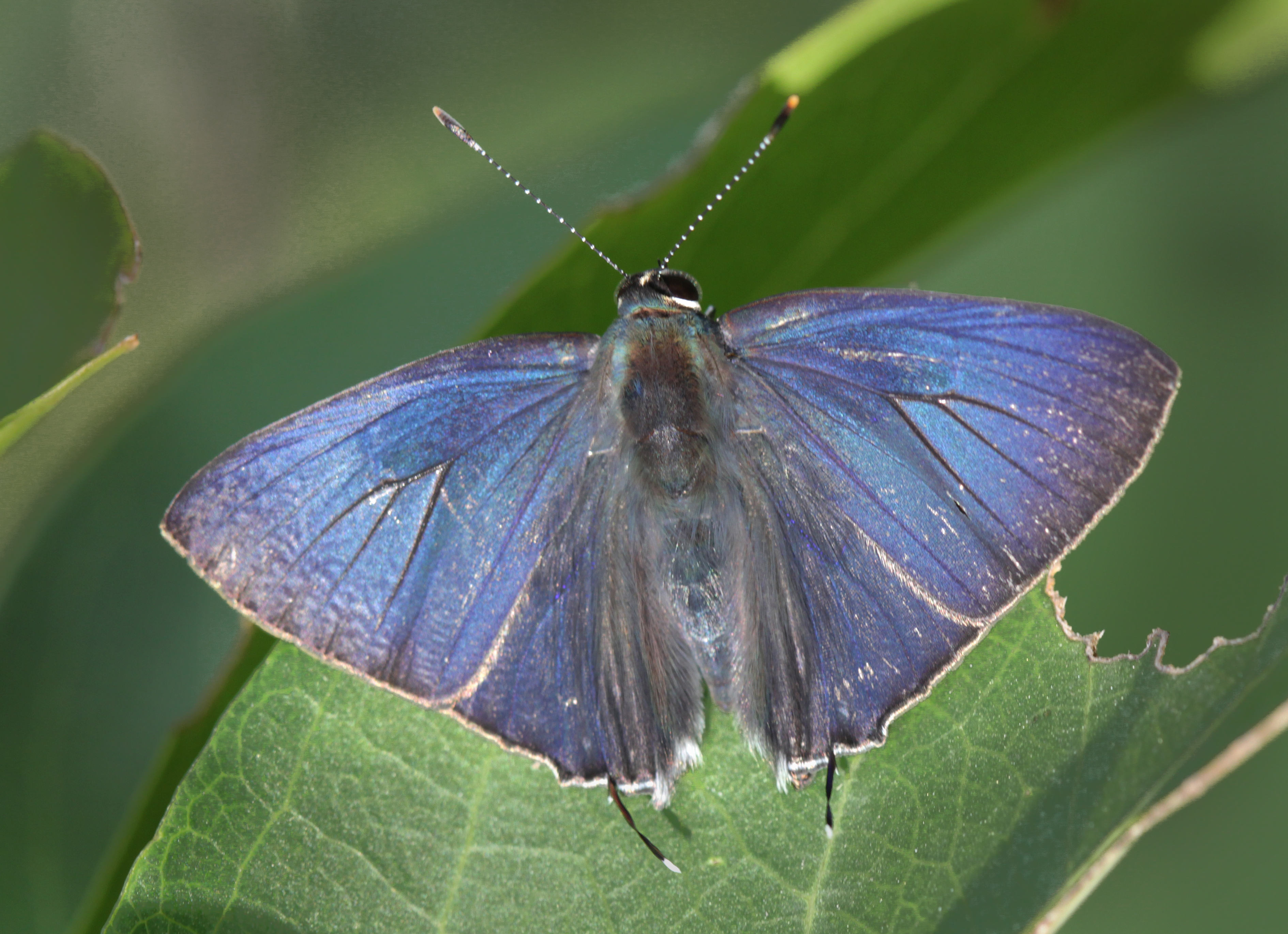
male (upper side)
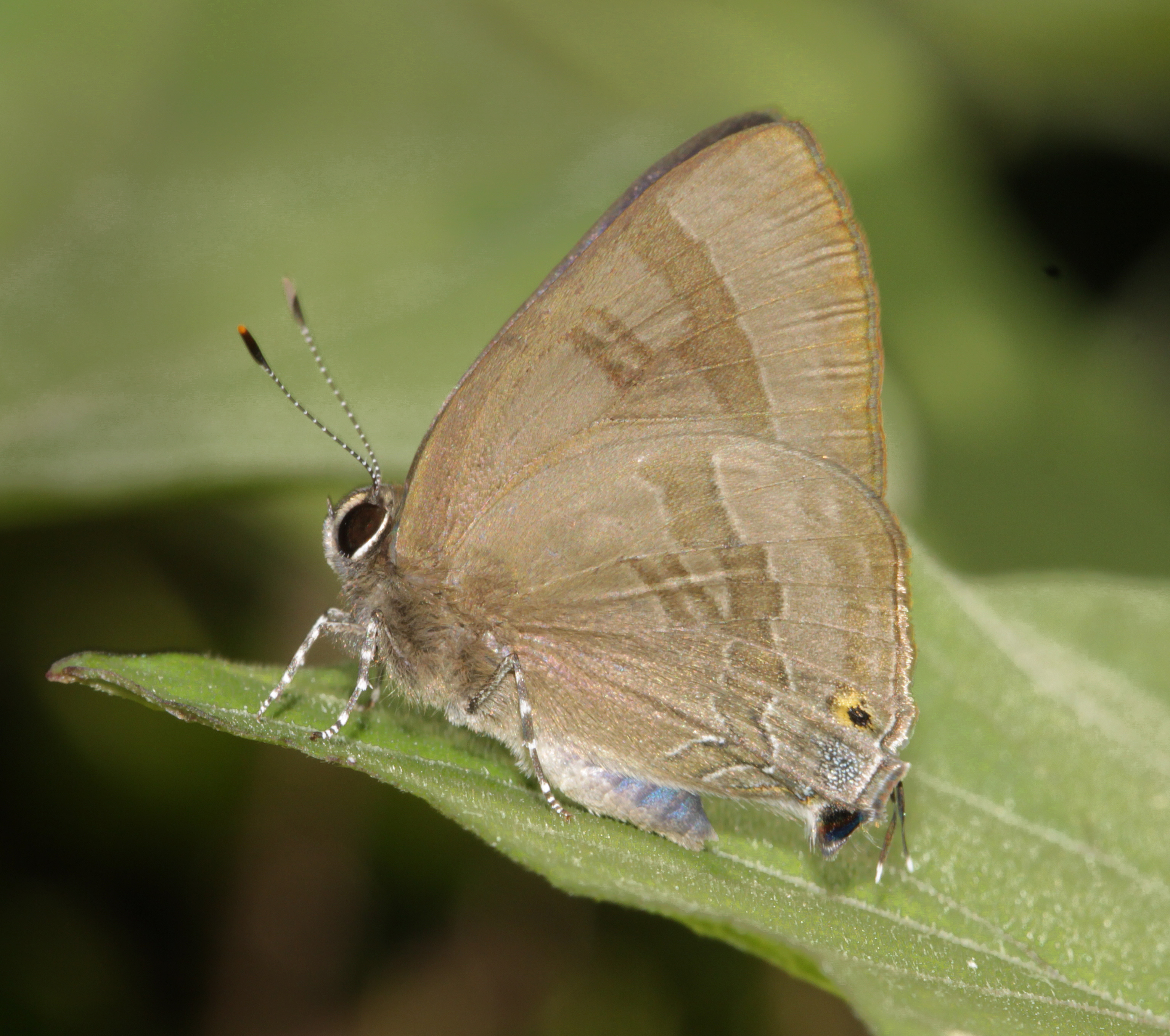
male (underside)
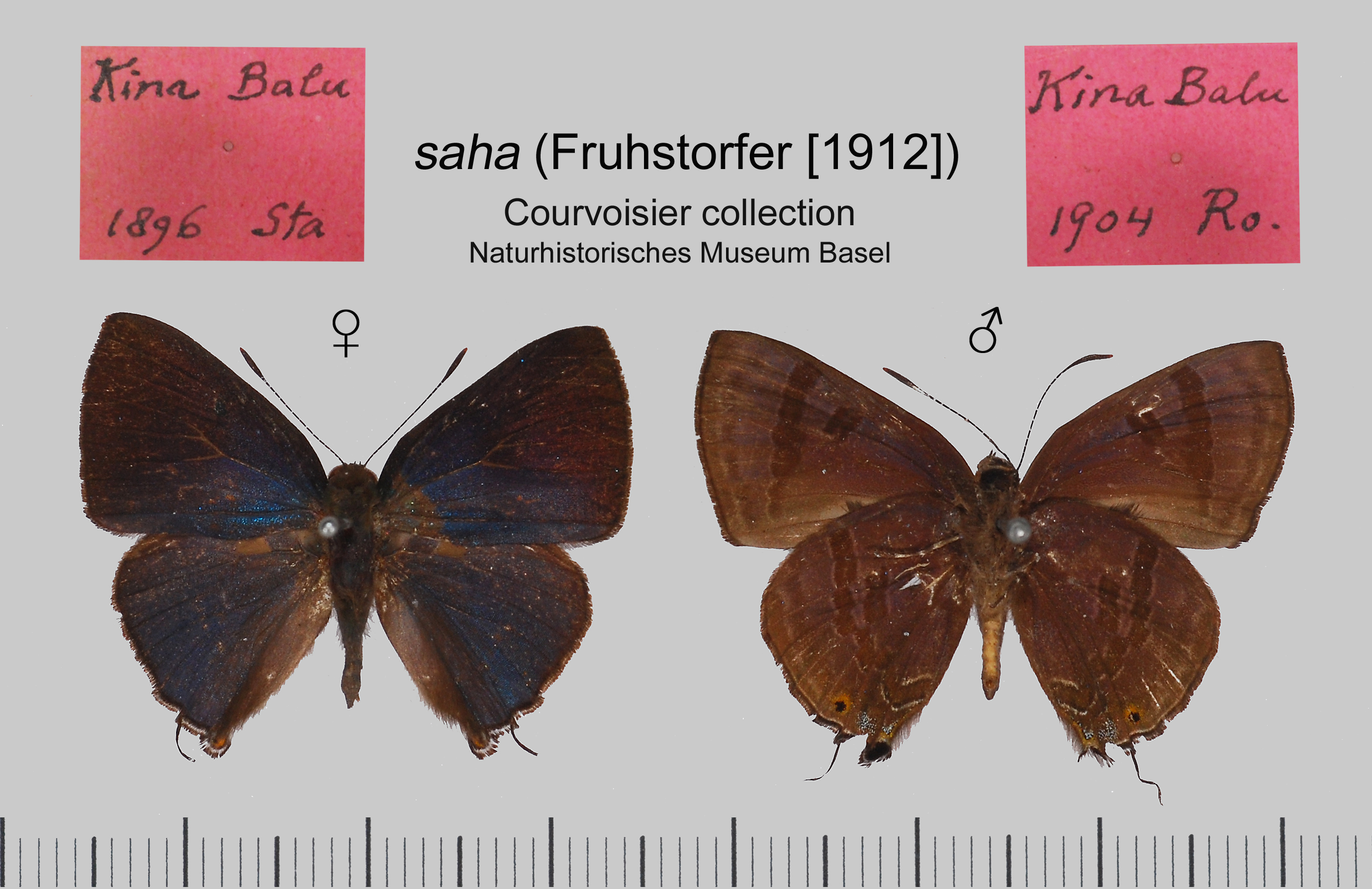
Rapala varuna saha
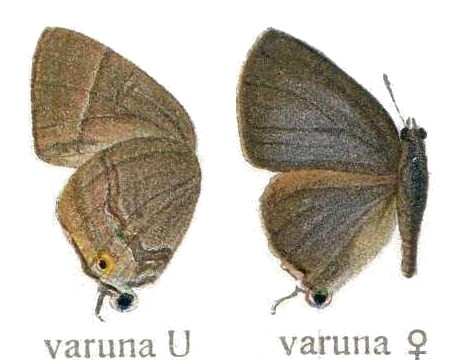
雄蝶翅腹面在左，雌蝶在右
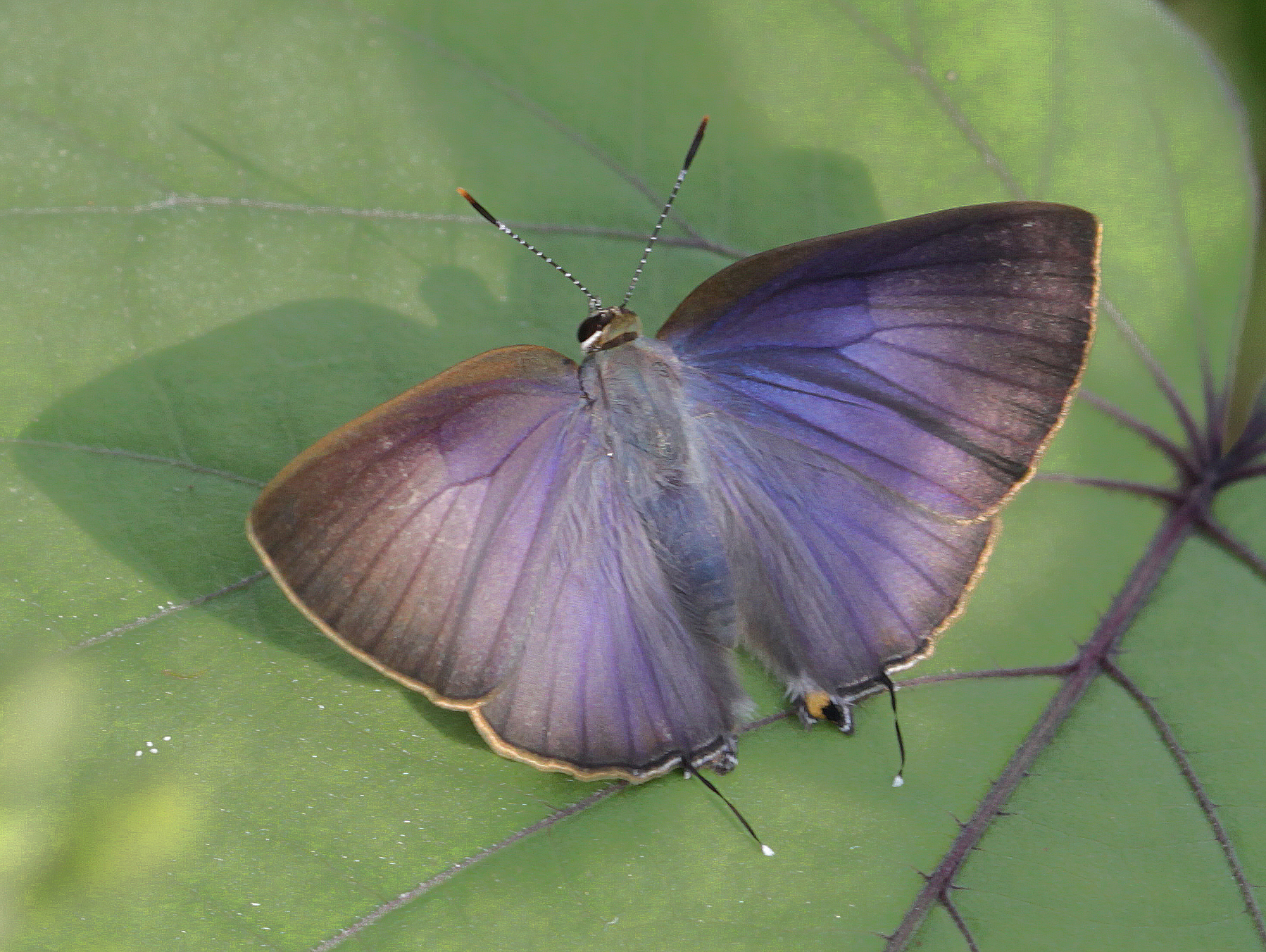
雌蝶（翅面）
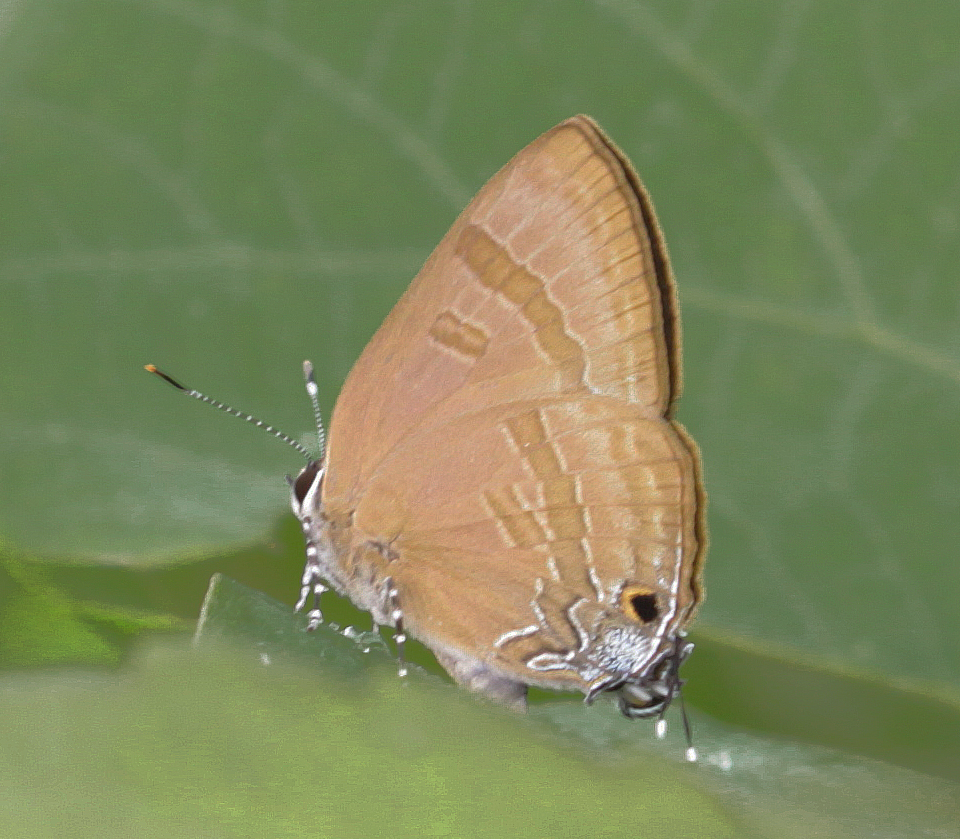
雌蝶（翅腹面）